# I Heart Huckabees
I Heart Huckabees (eigene Schreibweise I ♥ Huckabees; gelegentlich auch I Love Huckabees) ist eine Filmkomödie aus dem Jahr 2004, bei der David O. Russell Regie führte und gemeinsam mit Jeff Baena das Drehbuch schrieb.
Der Film erzählt die Geschichte zweier Detektive (Dustin Hoffman und Lily Tomlin), die beauftragt werden, die existenziellen Probleme ihrer Klienten (Jude Law, Jason Schwartzman, Mark Wahlberg und Naomi Watts) zu lösen. Während sich die Wege der verschiedenen Untersuchungen kreuzen, versucht deren Rivalin (Isabelle Huppert), die Klienten für ihre gegensätzliche Weltanschauung zu gewinnen.

## Handlung
Als der dichtende Umweltschützer Albert drei Mal hintereinander in völlig unterschiedlichen Situationen einem auffälligen Unbekannten begegnet, sucht er die existentialistischen Detektive Bernard und Vivian auf, die ihm die Bedeutung dieses Zufalls erklären sollen. Ihre Weltanschauung der kosmischen Zusammenhänge ist gleichzeitig ihre Arbeitsweise, und so wird jeder Aspekt von Alberts Leben überwacht und philosophisch durchleuchtet.
Vor allem sein Arbeitsleben scheint der Schlüssel zu Alberts schlechter Verfassung zu sein: Er organisierte gegen die Bebauung eines Sumpfes eine Koalition mit dem Warenhaus Huckabees, dessen schneidiger Verkaufsleiter Brad allerdings nur am aufpolierten Firmen-Image interessiert war. Nachdem Albert den Verrat entdeckte, stellte Brad ihn als reaktionären Idealisten bloß und wurde zum Liebling der Aktivisten.
Um Albert vollständig aus der Koalition zu isolieren, meldet Brad sich zum Schein auch für eine existentialistische Durchleuchtung bei den Detektiven an. Dem erschütterten Albert wird daraufhin der Feuerwehrmann Tommy zur Seite gestellt. Dieser wird wegen seiner Sinnsuche von Frau und Kind verlassen, während Albert von der eigenen Umweltorganisation ausgeschlossen wird. Nun sehen Albert und Tommy die Arbeit der Detektive als gescheitert an und wenden sich der französischen Nihilistin Catherine zu, die ihren beiden Jüngern die Sinnlosigkeit und Leere der Welt vor Augen führt – Catherines Affäre mit Albert führt zur Entzweiung von Albert und Tommy und lässt beide verzweifeln.
Bernard und Vivian nehmen inzwischen ihre Arbeit mit Brad ernster, als ihm lieb ist. Selbst seine Freundin, das Huckabees-Gesicht Dawn, erkennt die Nutzlosigkeit ihres Model-Berufes und kleidet sich bewusst unattraktiv als Ausdruck ihrer Sehnsucht nach Tiefe und Verbundenheit, die Brad ihr nicht gibt. Auch Brad wird sich durch die Ergebnisse von Bernard und Vivian seiner charmanten Maske bewusst: Nach seiner Beförderung zum Vize-Chef von Huckabees bricht er vor der Firmenleitung zusammen.
Zuhause erlebt Brad einen weiteren Schlag: Albert, der Brad als Ursprung seines Unheils ansieht, wird von Catherine angestiftet, Brads Haus anzuzünden. Dabei erstickt der Rauch fast Dawn, die in letzter Sekunde von Feuerwehrmann Tommy gerettet wird. Auf einer Koalitionsveranstaltung erfährt Brad seine Kündigung und von Dawns Entscheidung, ihr Leben mit Tommy neu zu gestalten. Albert und Tommy vertragen sich wieder und entdecken, dass die Wahrheit weder bei der einen noch der anderen Schule liegt, sondern vielmehr in der sukzessiven Synthese. Tatsächlich war es auch so, dass Bernard, Vivian und Catherine früher zusammengearbeitet hatten, eine durch persönliche Differenzen hervorgerufene private Trennung aber auch eine (falsche) Divergenz und Polarisierung der Weltanschauungen mit sich führte.

## Rezeption

### Kritiken
Die Rezensionssammlung Rotten Tomatoes listet 194 Kritiken, die zu 63 Prozent positiv ausfallen. Die Durchschnittsbewertung liegt bei 6,3 von 10 Punkten.
Das Lexikon des internationalen Films schrieb: „Hinter der unkonventionellen Ästhetik einer scheinbar aus lauter Widersprüchen zusammengesetzten dialektischen Komödie lassen sich erstaunliche Offenheit und Ehrlichkeit entdecken.“
Rüdiger Suchsland meint im Filmmagazin artechock, schon allein die Leistung der Schauspieler lohne einen Besuch des Films. Er beschreibt den Film als „faszinierend schräg“, als eine „Komödie der Weltanschauungen“, die aber auch klare Einsichten über Konsum und Ökowahn, über die Angst des Menschen vor dem Sterben und seine Suche nach der Liebe biete.

### Auszeichnungen
Environmental Media Award 2005
- Auszeichnung in der Kategorie Spielfilm[5]